# AEW&C

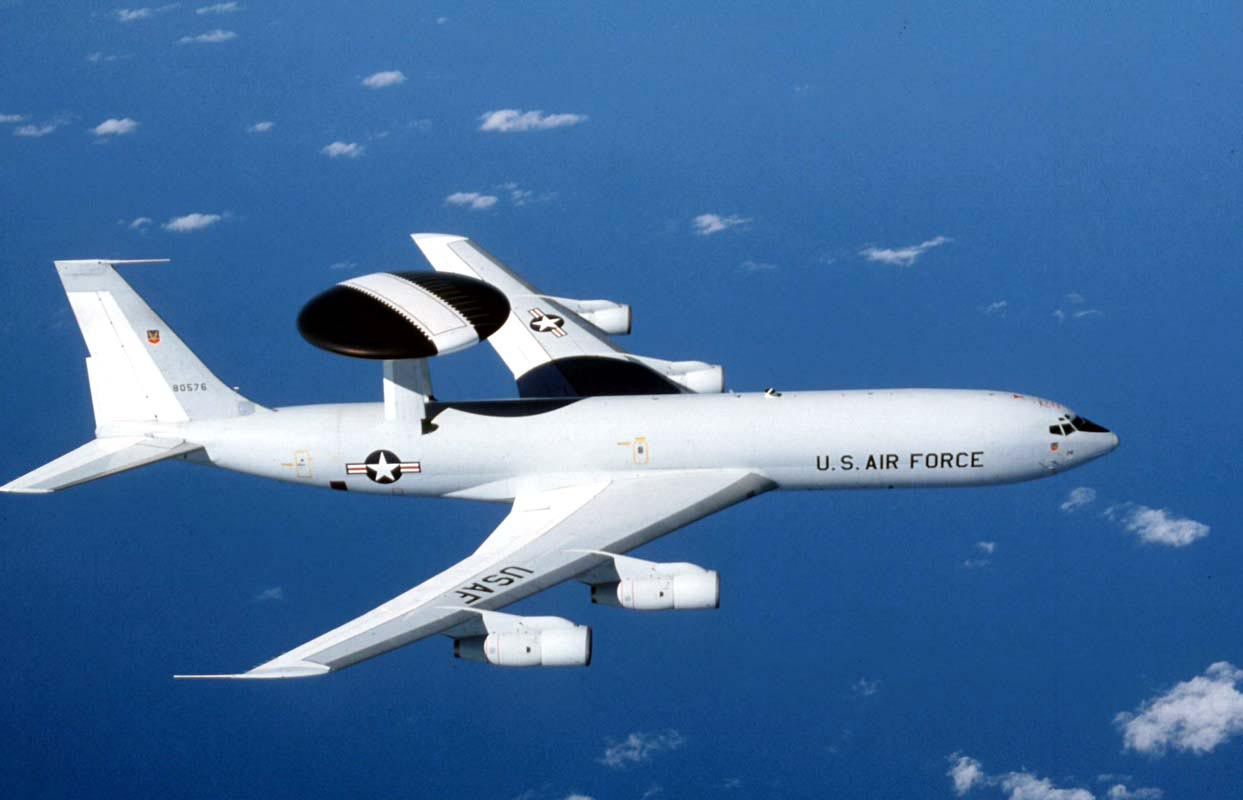
Boeing E-3 Sentry

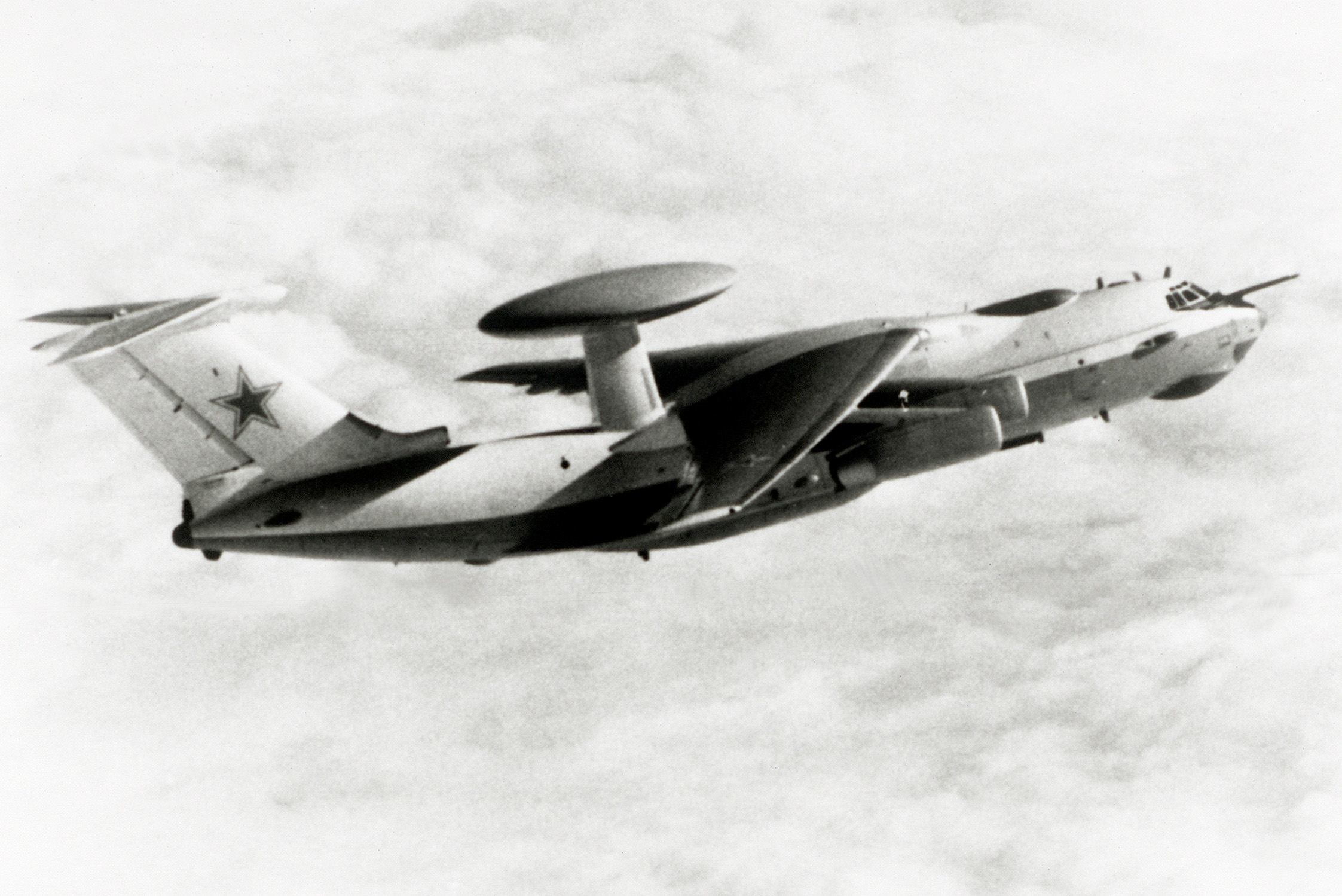
Berijev A-50

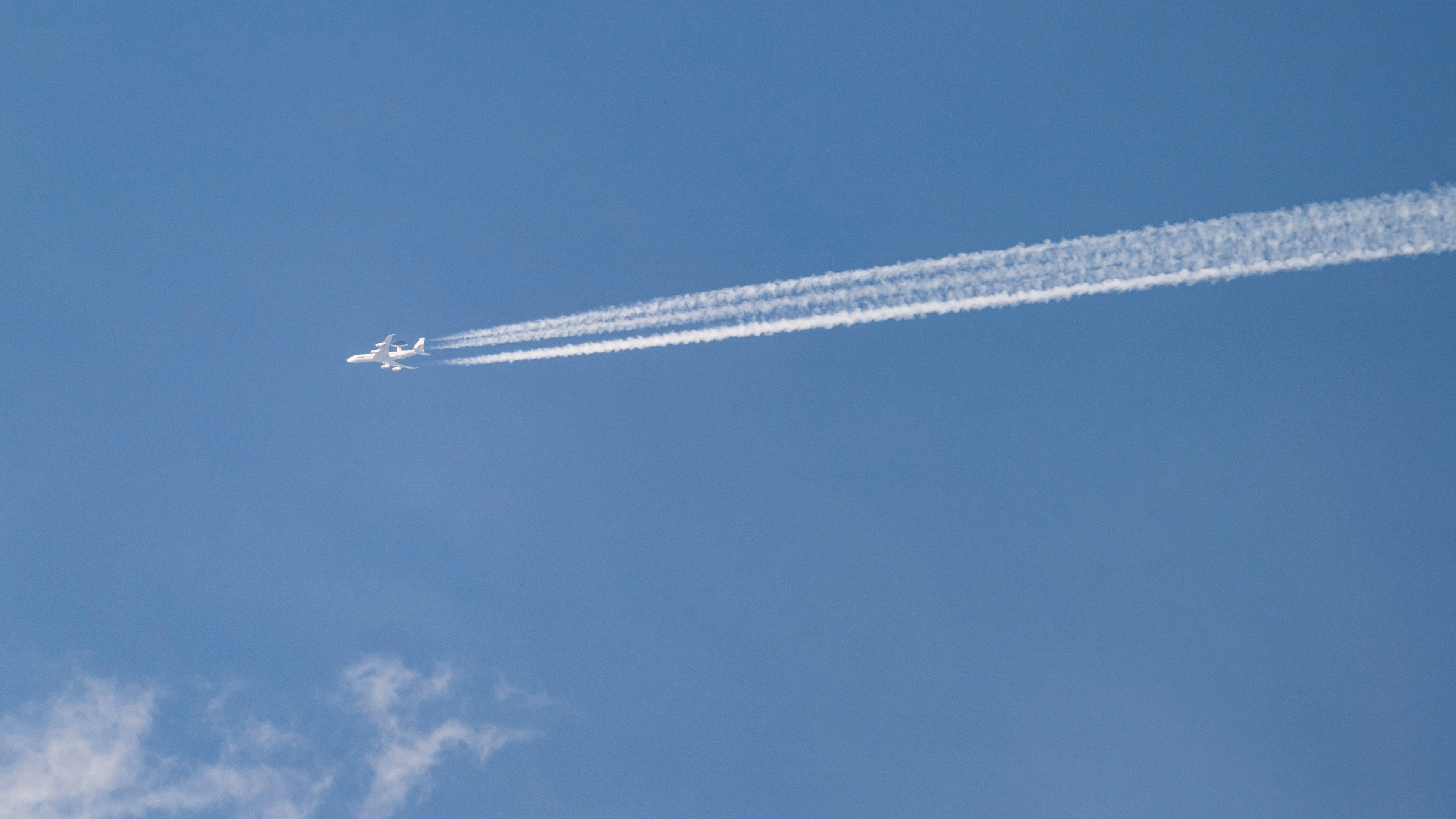
Letadlo se systémem AEW&C vyfocené při průletu nad Plzní 28. 4. 2021

Airborne Early Warning and Control (AEW&C) je v anglické vojenské terminologii označení pro létající středisko velení a řízení, které umožňuje získávání informací s pomocí výkonného radaru a další elektroniky. Poskytuje možnost dohledu a kontroly vzdušného prostoru. Získané informace mohou být využity k navádění protivzdušné obrany na cíle a řízení vojenských operací.
Počátky systému AEW&C(AEW) lze vysledovat v roce 1944, kdy britské letectvo RAF začalo používat upravené bombardéry Wellington pro sledování Severního moře.[zdroj⁠?!] Masovější využití systémů AEW/AEW&C však přišlo ze strany leteckých složek US Navy již od konce druhé světové války a na přelomu 60. a 70. let 20. století ze strany sovětského a amerického letectva. Později se připojili někteří členové NATO. V současnosti jej využívá velké množství vojenských letectev, které si pořízení a provoz takového systému mohou dovolit.
Většina letounů s výkonnějším řešením se vyznačuje charakteristickou kruhovou nástavbou nad trupem, to označujeme jako AWACS (Airborne Warning And Control System), což je specifický systém řízení a uvědomování.[zdroj⁠?!] Méně výkonné[zdroj⁠?!] instalace radaru bývají integrovány většinou do nadstavby podélného tvaru (např. Saab 340 AEW&C), případně jsou integrovány do trupu.

## Historie

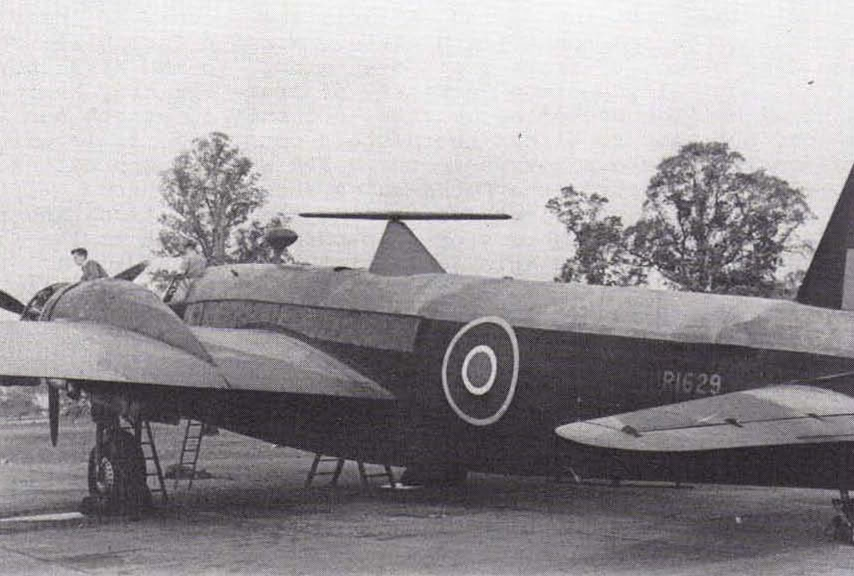
Welington sériového čísla R1629 s experimentálně instalovaným radarem

V průběhu roku 1944 byl jako první letoun upraven bombardér Vickers Wellington (model Wellington XIV) 407. letky RCAF pro roli AEW&C, instalací radaru. Takto upravený letoun byl používán nad Severním mořem k detekci a navedení stíhačů RAF proti německým bombardérům He-111 z nizozemských základen a střelám V-1. Již tehdy byli na palubě letounu letečtí návodčí pro řízení letového provozu.
V roce 1945 začala US Navy používat jako svůj první stroj v roli AEW přestavěný námořní palubní letoun Grumman TBF Avenger, model TBM-3W, který byl schopen svým radarem AN/APS-20 detekovat nízko letící formaci letounů na vzdálenost 160 km.
Od roku 1950 US Navy začala používat přestavěný námořní palubní letoun Douglas A-1 Skyraider s radarem AN/APS-20.
V letech 1954 USAF a 1956 US Navy zavedly do operační služby Lockheed EC-121 Warning Star stále jen v roli AEW, bez řízení letového provozu.
V roce 1958 zařadila US Navy Grumman E-1 Tracer pro roli AEW.
V roce 1964 US Navy zavedly do operační služby Grumman E-2 Hawkeye.
Od roku 1965 začalo Sovětské letectvo používat Tupolev Tu-126 svůj první letoun vlastní konstrukce se systémem AEW&C.
V roce 1977 USAF zavedly do operační služby E-3 Sentry.
Od roku 1984 začalo Sovětské letectvo používat Berijev A-50, který měl být do roku 2020 nahrazen letounem Berijev A-100, jehož zkoušky začaly v roce 2015.

## Současnost
V současné době miniaturizace elektroniky existují kromě klasických velkých strojů AWACS také méně výkonné systémy integrované do malých obchodních letounů s proudovým pohonem. Díky tomu jsou letouny se systémem AWACS dostupnější pro širší okruh zájemců.

## Seznam letounů kategorie AWACS

### V operačním nasazení, nebo ve vývoji
- Boeing E-3 Sentry
- Grumman E-2 Hawkeye
- Berijev A-50
- Berijev A-100
- Saab 340 AEW&C
- Saab GlobalEye
- Embraer E-99
- Boeing E-7 Wedgetail
- Boeing E-767 AWACS
- Westland AEW Sea King
- KJ-2000
- KJ-3000

### Vyřazené
- Tupolev Tu-126
- Lockheed EC-121 Warning Star